# Подшибякина, Ирина Валерьевна
Ирина Валерьевна Подшибя́кина (род. 5 июля 1995, Москва) — российская футболистка, защитница. Выступала за сборную России.

## Биография
Воспитанница футбольной школы «Чертаново», занималась футболом с восьми лет. Первые тренеры — Анастасия Кузищина, Анастасия Блынская и Елена Нуйкина.
В высшей лиге России дебютировала в 2014 году в составе клуба «Измайлово». Затем в течение полутора лет выступала за «Зоркий», в его составе стала серебряным (2014) и бронзовым (2015) призёром чемпионата России. Сезон 2016 года провела в клубе «Рязань-ВДВ», но не сыграла ни одного матча.
С 2017 года в течение четырёх сезонов играла за клуб «Звезда-2005» (Пермь). Чемпионка России 2017 года, бронзовый призёр чемпионата 2018 года, обладательница Кубка России 2018 года. В 2021 году перешла в московский «Локомотив», но за три сезона из-за травм не сыграла ни одного матча за основную команду, только матчи за молодёжную команду, после чего покинула «Локомотив».  В 2024 году подписала контракт с медиафутбольным клубом «ФК Банка»
Выступала за юношескую и молодёжную сборную России. В составе студенческой сборной стала бронзовым призёром Универсиады 2017 года. В национальной сборной дебютировала 23 ноября 2017 года в товарищеском матче против Бельгии.
Окончила факультет физической культуры РГСУ.
Является ведущей на клубном YouTube канале «Локомотива». С 2023 года постоянный резидент YouTube проекта «Коммент. Шоу». Вместе с Дмитрием Тарасовым и Алексеем Хрущевым беседует с популярными футболистами и тренерами в подкасте «Плохие футболисты».